# Route 11 (Uruguay)
Pour les articles homonymes, voir Route 11.
La route 11 (espagnol : ruta 11) est l'une des routes nationales de l'Uruguay. D'une longueur de 166 km, son tracé traverse les départements de San José et de Canelones.
Par la loi 15497 du 9 décembre 1983, cette route a été désignée sous le nom de l'ancien président « José Batlle y Ordóñez ».